# John Roeburt
John Roeburt, né le 15 mars 1909 à Forrest Hills, dans le borough new-yorkais du Queens, et mort le 22 mai 1972 à New York, est un journaliste, criminologue, scénariste et auteur américain de roman policier.

## Biographie
Il s’inscrit à l’université de New York en criminologie et est ensuite reporter criminel pour un journal de Brooklyn. Dans les années 1940, il rédige des centaines de scripts pour la radio, une activité qui lui vaut pour l'émission Inner Sanctum un Edgar en 1949. À partir de cette date, il écrit quelques scénarios pour le cinéma et plus d'une douzaine pour des séries télévisées policières. 
En parallèle à ces activités de journaliste et de scénariste, il amorce une carrière littéraire. À partir de 1944, il publie des romans noirs, dont une série de trois titres consacrée à Jigger Moran, un attorney de l’Illinois qui a dû démissionner de son poste et qui accepte de traiter des affaires auxquels les avocats honnêtes préfèrent ne pas toucher, et deux romans ayant pour héros le détective privé new-yorkais Johnny Devereux. 
John Roeburt a également signé des novelisations de films et des ouvrages de criminologie, notamment sur Al Capone et l’organisation de la pègre aux États-Unis.

## Œuvre

### Romans

#### SérieJigger Moran
- Jigger Moran (1944), aussi titré The Case of the Tearless Widow, ou encore Wine, Woman and Murder
- Murder in Manhattan (1946), aussi titré Triple Cross, ou encore There are Dead in Manhattan Publié en français sous le titre Cadavres à Manhattan, Éditions du Scorpion, coll. « Les Romans noirs », 1950
- Corpse on the Town (1951), aussi titré The Case of the Hypnotized Virgin

#### SérieJohnny Devereux
- Tough Cop (1949) Publié en français sous le titre Il faut choisir les tendres, Ferenczi, coll. « Le Fantôme » no 5, 1953 Publié en français dans une nouvelle traduction sous le titre Sa dernière enquête, Paris, Librairie des Champs-Élysées, coll. « Le Masque » no 1433, 1976 ; réédition, Paris, Librairie des Champs-Élysées, coll. « Le Club des Masques » no 418, 1980
- The Hollow Man (1954)

#### Autres romans policiers
- Seneca, U.S.A. (1947)
- Body About Town (1947)
- Manhattan Underworld (1955)
- The Lunatic Time (1956)
- Did You Kill Mona Leeds? (1958)
- The Climate of Hell ou The Long Nightmare (1958)
- Brainwash (1958)
- Sing Out Sweet Homicide (1961)
- Get Me Geisler (1962)
- The Wicked and the Banned (1963)
- Ruby MacLaine (1964)
- The Mobster (1972)

### Novelisations
- The Unholy Wife (1957) Publié en français sous le titre La Femme et le Rôdeur, Gérard, coll. « Marabout » no 214, 1958
- Al Capone (1959) Publié en français sous le titre Al Capone, Gallimard, coll. « Série noire » no 536, 1959

### Nouvelles

#### SérieJigger Moran
- Death Be My Destiny (1949)

#### Autre nouvelle
- A Two-Way Ride (1944)

### Autres publications
- They Who Sin (1959)
- Earthquake (1960), en collaboration avec Milton Berle
- Sex-Life and the Criminal Law (1963)

### Scénarios

#### Au cinéma
- 1949 : L'Ange de la haine (Jigsaw) de Fletcher Markle
- 1951 : St. Benny the Dip (en) de Edgar G. Ulmer
- 1952 : Les Mille et Une Filles de Bagdad (Babes in Bagdad) de Edgar G. Ulmer et Jeronimo Mihura (es)
- 1961 : Dead to the World de Nicholas Webster (en)

#### À la télévision
- 1954 : Inner Sanctum, 4 épisodes pour cette série télévisée (anciennement à la radio)
- 1954 : The Vise (it), 10 épisodes pour cette série télévisée
- 1954 : The Cheaters, 2 épisodes pour cette série télévisée

## Prix et distinctions
- Prix Edgar-Allan-Poe 1949 pour les scripts de l'émission radiophonique Les Mystères d'Inner Sanctum (Inner Sanctum) diffusée par CBS